# Superettan 2013
La Superettan 2013 è stata la 14ª edizione del secondo livello del campionato di calcio svedese nel suo formato attuale. I sorteggi per il calendario sono avvenuti il 18 dicembre 2012. La stagione è iniziata il 6 aprile 2013 e si è conclusa il 2 novembre 2013.

## Formula
Le 16 squadre partecipanti si sono affrontate in un girone di andata e ritorno, per un totale di 30 giornate.

Le prime due squadre si qualificano direttamente per la promozione il Allsvenskan 2014.

La terza classificata giocherà i play-off con la quattordicesima squadra in Allsvenskan per la promozione.

Le ultime due squadre vengono direttamente retrocesse.

Le tredicesima e quattordicesima classificate giocheranno i play-off contro le prime classificate di Division 1 Södra e Division 1 Norra per restare in Superettan.

## Squadre partecipanti
Le prime due classificate della Superettan 2012, Öster e Brommapojkarna, sono state promosse direttamente in Allsvenskan. Sono state rimpiazzate dalle retrocesse Örebro e GAIS. Inoltre il terzo classificato Halmstad è stato rimpiazzato dal GIF Sundsvall, a seguito dei play-off. Trelleborg e Umeå sono stati retrocessi e sono stati rimpiazzati dai vincitori di Division 1 Norra, Östersund e Division 1 Södra, Örgryte.
| Club             | Città      | Stadio                                                                 | Posizione 2012         |
| ---------------- | ---------- | ---------------------------------------------------------------------- | ---------------------- |
| Assyriska        | Södertälje | Södertälje Fotbollsarena                                               | 8º posto               |
| Degerfors        | Degerfors  | Stora Valla                                                            | 12º posto              |
| Falkenberg       | Falkenberg | Falkenbergs IP                                                         | 13º posto              |
| GAIS             | Göteborg   | Gamla Ullevi                                                           | 16° in Allsvenskan     |
| GIF Sundsvall    | Sundsvall  | Norrporten Arena                                                       | 14° in Allsvenskan     |
| Hammarby         | Stoccolma  | Söderstadion (fino alla 13ª giornata) Tele2 Arena (dalla 15ª giornata) | 4º posto               |
| IFK Värnamo      | Värnamo    | Finnvedsvallen                                                         | 14º posto              |
| Brage            | Borlänge   | Domnarvsvallen                                                         | 10º posto              |
| Jönköpings Södra | Jönköping  | Stadsparksvallen                                                       | 7º posto               |
| Landskrona BoIS  | Landskrona | Landskrona IP                                                          | 6º posto               |
| Ljungskile       | Ljungskile | Starke Arvid Arena                                                     | 5º posto               |
| Varberg          | Varberg    | Påskbergsvallen                                                        | 11º posto              |
| Ängelholms FF    | Ängelholm  | Ängelholms IP                                                          | 9º posto               |
| Örebro           | Örebro     | Behrn Arena                                                            | 15° in Allsvenskan     |
| Örgryte          | Göteborg   | Gamla Ullevi                                                           | 1ª in Division 1 Södra |
| Östersund        | Östersund  | Jämtkraft Arena                                                        | 1ª in Division 1 Norra |

### Allenatori
| Squadra       | Allenatore                   | In carica da     |
| ------------- | ---------------------------- | ---------------- |
| Assyriska     | Valentic Azrudin             | 1º gennaio 2012  |
| Degerfors     | Patrik Werner                | 12 ottobre 2008  |
| Falkenberg    | Hans Eklund                  | 26 novembre 2012 |
| GAIS          | Thomas Askebrand             | 2 ottobre 2012   |
| GIF Sundsvall | Joel Cedergren Roger Franzén | 14 dicembre 2012 |
| Hammarby      | Gregg Berhalter              | 12 dicembre 2011 |
| IFK Värnamo   | Sören Åkeby                  | 12 dicembre 2012 |
| Brage         | Conny Karlsson               | 16 gennaio 2013  |

| Squadra          | Allenatore        | In carica da      |
| ---------------- | ----------------- | ----------------- |
| Jönköpings Södra | Mats Gren         | 1º gennaio 2012   |
| Landskrona BoIS  | Jörgen Pettersson | 16 novembre 2012  |
| Ljungskile       | Tor-Arne Fredheim | 1º gennaio 2012   |
| Varberg          | Halda Kabil       | 19 settembre 2009 |
| Ängelholms FF    | Joakim Persson    | 1º gennaio 2011   |
| Örebro           | Per-Ola Ljung     | 8 giugno 2012     |
| Örgryte          | Hans Prytz        | 1º gennaio 2012   |
| Östersund        | Graham Potter     | 24 gennaio 2011   |

### Allenatori esonerati, dimessi e subentrati
| Squadra         | Allenatore/i uscente/i  | Motivo                  | Vacante dal      | Posizione    | Nuovo allenatore             | Data incarico    |
| --------------- | ----------------------- | ----------------------- | ---------------- | ------------ | ---------------------------- | ---------------- |
| Falkenberg      | Thomas Askebrand        | Passaggio al GAIS       | 2 ottobre 2012   | Pre-stagione | Hans Eklund                  | 26 novembre 2012 |
| GAIS            | Benjamin Westman        | Fine contratto          | 3 ottobre 2012   | Pre-stagione | Thomas Askebrand             | 2 novembre 2012  |
| Landskrona BoIS | Henrik Larsson          | Fine contratto          | 8 novembre 2012  | Pre-stagione | Jörgen Petterson             | 16 novembre 2012 |
| GIF Sundsvall   | Sören Åkeby             | Rescissione consensuale | 19 novembre 2012 | Pre-stagione | Joel Cedergren Roger Franzén | 14 dicembre 2012 |
| IFK Värnamo     | Jörgen Petterson        | Dimissioni              | 3 dicembre 2012  | Pre-stagione | Sören Åkeby                  | 12 dicembre 2012 |
| Brage           | Bo Wålemark Örjan Glans | Dimissioni              | 7 gennaio 2013   | Pre-stagione | Conny Karlsson               | 16 gennaio 2013  |
| Hammarby        | Gregg Berhalter         | Esonero                 | 24 luglio 2013   | 8ª           | Thomas Dennerby              | 24 luglio 2013   |

## Classifica
|  | Pos. | Squadra          | Pt | G  | V  | N  | P  | GF | GS | DR  |
|  | ---- | ---------------- | -- | -- | -- | -- | -- | -- | -- | --- |
|  | 1.   | Falkenberg       | 62 | 30 | 19 | 5  | 6  | 63 | 31 | +32 |
|  | 2.   | Örebro           | 61 | 30 | 17 | 10 | 3  | 52 | 21 | +31 |
|  | 3.   | GIF Sundsvall    | 58 | 30 | 16 | 10 | 4  | 54 | 35 | +19 |
|  | 4.   | Degerfors        | 52 | 30 | 14 | 10 | 6  | 52 | 41 | +11 |
|  | 5.   | Hammarby         | 47 | 30 | 13 | 8  | 9  | 34 | 28 | +6  |
|  | 6.   | Ängelholms FF    | 43 | 30 | 11 | 10 | 9  | 55 | 47 | +8  |
|  | 7.   | GAIS             | 43 | 30 | 12 | 7  | 11 | 45 | 47 | -2  |
|  | 8.   | Assyriska        | 42 | 30 | 12 | 6  | 12 | 42 | 44 | -2  |
|  | 9.   | Ljungskile       | 39 | 30 | 12 | 3  | 15 | 34 | 31 | +3  |
|  | 10.  | Östersund        | 39 | 30 | 10 | 9  | 11 | 39 | 38 | +1  |
|  | 11.  | Jönköpings Södra | 38 | 30 | 11 | 5  | 14 | 39 | 44 | -5  |
|  | 12.  | Landskrona BoIS  | 32 | 30 | 9  | 5  | 16 | 40 | 48 | -8  |
|  | 13.  | Varberg          | 32 | 30 | 9  | 5  | 16 | 47 | 65 | -18 |
|  | 14.  | IFK Värnamo      | 31 | 30 | 7  | 10 | 13 | 30 | 51 | -21 |
|  | 15.  | Örgryte          | 28 | 30 | 5  | 13 | 12 | 23 | 40 | -17 |
|  | 16.  | Brage            | 12 | 30 | 2  | 6  | 22 | 21 | 59 | -38 |

Legenda:

      Promosse in Allsvenskan 2014

      Ammesse ai Play-off contro la 14° in Allsvenskan

      Ammesse ai Play-off contro le prime in Division 1 Norra e Södra

      Retrocesse in Division 1

## Spareggi

### Spareggi per la Superettan 2014
|             | Risultati |             | Luogo e data              |  |
| ----------- | --------- | ----------- | ------------------------- |  |
| Dalkurd     | 1 - 0     | IFK Värnamo | Borlänge, 6 novembre 2013 |  |
| IFK Värnamo | 5 - 1     | Dalkurd     | Värnamo, 9 novembre 2013  |  |

|          | Risultati |          | Luogo e data               |  |
| -------- | --------- | -------- | -------------------------- |  |
| Oddevold | 0 - 1     | Varberg  | Uddevalla, 6 novembre 2013 |  |
| Varberg  | 2 - 1     | Oddevold | Varberg, 9 novembre 2013   |  |

Varberg e Värnamo ottengono la permanenza in Superettan.